# Chadutejpur
Il Chadutejpur (in russo Хадутейпур?) è un fiume della Russia siberiana occidentale, affluente di destra dell'Ajvasedapur. Scorre nel Circondario autonomo Jamalo-Nenec.
Il fiume scorre con direzione settentrionale/nord-occidentale in una zona paludosa, piena di laghi del bassopiano della Siberia settentrionale; sfocia nell'Ajvasedapur a 167 km dal congiungimento di quest'ultimo con il Pjakupur. La lunghezza del Chadutejpur è di 188 km; il bacino è di 2 150 km². Il fiume non incontra alcun centro urbano di rilievo in tutto il suo corso.